# Clyde Conner
(en) Statistiques sur pro-football-reference
Clyde Raymond Conner (né le 18 mai 1933 à Tuttle et mort le 12 décembre 2011 à Los Altos) est un joueur américain de football américain.

## Carrière

### Université
Conner fait ses études à l'université du Pacifique où il joue pour l'équipe de football américain et de basket-ball des Tigers.

### Professionnel
En 1956, Clyde intègre l'équipe des 49ers de San Francisco où il marque son premier touchdown. Lors de la saison 1958, il reçoit son plus grand nombre de passes avec quarante-neuf pour 512 yards et cinq touchdowns. Il fait toute sa carrière dans cette équipe de San Francisco, soit huit saisons.

## Statistiques
Clyde Conner a joué quatre-vingt matchs minimum, reçu 203 passes pour 2643 yards et dix-huit touchdowns.